# 金海松

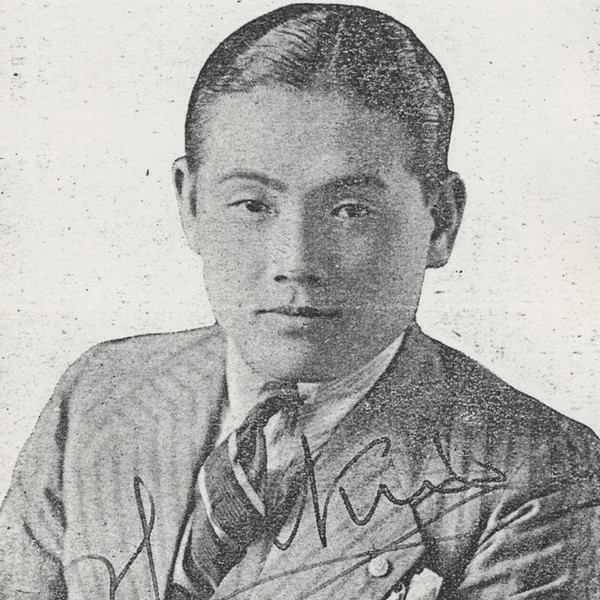
金海松

金海松（キム・ヘソン、김해송、1910年12月 - 1950年）は、日本統治時代の平安南道价川市出身の作曲家および歌手。本名の金松奎としても知られる。作曲家としての代表曲『連絡船は旅立つ』（연락선은 떠난다）は、日本では菅原都々子が『連絡船の唄』としてカバーしたもので知られる。その時の名義は金山松夫。東洋大学卒。